# Fortunatus Nwachukwu

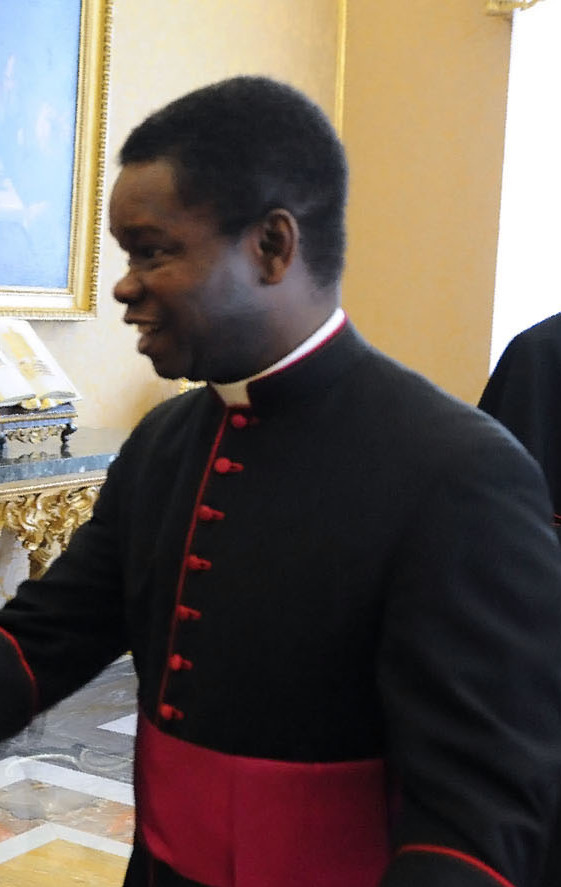
Fortunatus Nwachukwu (2009) als Protokollchef des Heiligen Stuhls

Erzbischofswappen von Fortunatus Nwachukwu

Fortunatus A. Nwachukwu (* 10. Mai 1960 in Ntigha, Abia) ist ein nigerianischer Geistlicher und Kurienerzbischof der römisch-katholischen Kirche.

## Leben
Fortunatus Nwachukwu studierte Philosophie und Katholische Theologie am Bigard Memorial Seminary, dem späteren St. Joseph’s Major Seminary in Ikot Ekpene. Er empfing am 17. Juni 1984 die Priesterweihe für das nigerianische Bistum Aba und war anschließend als Pfarrer in Ibeku-Umuahia und als Studentenkaplan im College of Agriculture Umudike sowie Umudike Campus of Alvan-Ikoku College of Education tätig. Zudem engagierte er sich in der Ausbildung und war Dekan und Vizekrektor des Immaculate Conception Seminary in Umuahia.
Ab 1986 studierte Fortunatus Nwachukwu Bibelwissenschaften am Päpstlichen Bibelinstitut, an der Päpstlichen Universität Heiliger Thomas von Aquin und der Päpstlichen Universität Urbaniana wie auch an der Philosophisch-Theologischen Hochschule Sankt Georgen in Frankfurt am Main und der Hebräischen Universität Jerusalem. Zudem studierte er an der Päpstlichen Diplomatenakademie. Er erwarb das Lizenziat in Biblischer Theologie und Textkritik des Alten Testaments. In Systematischer Theologie wurde er mit dem Schwerpunkt der afrikanischen Theologie zum Doktor der Theologie promoviert und mit einer Arbeit über die Beziehungen des Heiligen Stuhls und des Staates Israel zum Doktor des Kanonischen Rechts. 
1994 trat er in den diplomatischen Dienst des Heiligen Stuhls ein. Er war Sekretär der Apostolischen Nuntiatur in Ghana, Togo und Benin in Accra sowie in den Nuntiaturen in Paraguay, Algerien und Tunesien. Er war zudem Berater der Mission des Ständigen Beobachters des Heiligen Stuhles bei den Vereinten Nationen in Genf und anderer internationaler Organisation. Anschließend war er im Staatssekretariat tätig. Papst Johannes Paul II. verlieh ihm am 8. Juli 1995 den Ehrentitel Kaplan Seiner Heiligkeit (Monsignore) und am 4. August 2004 den Titel Ehrenprälat Seiner Heiligkeit.
Papst Benedikt XVI. ernannte ihn am 9. April 2007 in Nachfolge von Tommaso Caputo zum Protokollchef des Heiligen Stuhls im Staatssekretariat.
Nwachukwu hat mehrere Bücher und wissenschaftliche Aufsätze veröffentlicht. Neben der englischen Sprache spricht er Französisch, Deutsch, Spanisch, Italienisch, Arabisch und modernes Hebräisch.
Am 12. November 2012 ernannte ihn Benedikt XVI. zum Titularerzbischof von Aquaviva und zum Apostolischen Nuntius in Nicaragua. Die Bischofsweihe spendete ihm Benedikt XVI. am 6. Januar 2013 im Petersdom; Mitkonsekratoren waren Kardinalstaatssekretär Tarcisio Bertone SDB und Zenon Kardinal Grocholewski.
Papst Franziskus bestellte ihn am 4. November 2017 zum Apostolischen Nuntius in Trinidad und Tobago, Antigua und Barbuda, Barbados, Dominica, Jamaika, Saint Kitts and Nevis, St. Vincent und den Grenadinen und Guyana sowie zum Apostolischen Delegaten auf den Antillen. Am 27. Februar 2018 wurde er zusätzlich zum Apostolischen Nuntius in St. Lucia, Grenada und auf den Bahamas ernannt. Am 9. März desselben Jahres wurde er darüber hinaus zum Nuntius in Suriname und am 8. September desselben Jahres zum Nuntius in Belize ernannt.
Am 17. Dezember 2021 berief ihn Papst Franziskus zum Ständigen Beobachter des Heiligen Stuhls bei den Behörden der Vereinten Nationen in Genf und bei der Welthandelsorganisation.
Papst Franziskus ernannte ihn am 15. März 2023 zum Sekretär der Sektion für die erste Evangelisierung und die neue Teilkirchen des Dikasteriums für die Evangelisierung.

## Schriften
- The birth of systematic theology in contemporary black Africa (Pars dissertationis ad doctoratum in theologia). Urbaniana University Press, Rom 1994, ISBN 88-401-3447-6.
- The textual difference between the MT and the LXX of Deuteronomy 31. A response to Leo Laberge. In: Georg Braulik (Hg.): Bundesdokument und Gesetz. Studien zum Deuteronomium. Herder, Freiburg im Breisgau 1995, ISBN 3-451-23623-0, S. 79–92.
- „Take off your shoes ...“ The courage to change. Paulines Publications Africa, Nairobi 2003, ISBN 9966-21-884-X.
  - italienische Übersetzung: Togliti i sandali. Il coraggio di cambiare. Paoline Editoriale Libri, Mailand 2009, ISBN 978-88-315-3629-5.